# Maldybulakia
Maldybulakia — рід прісноводних членистоногих, які жили в пізньому силурі до пізнього девону. Мальдибулакія відома з трьох видів: M. angusi та M. malcolmi з Австралії, M. mirabilis з Казахстану та M. saierensis з Китаю. Класифікація роду невизначена, спочатку його описували як багатоногу тварину, а пізніше вважали спорідненим із Xiphosura, або Artiopoda.
Maldybulakia — членистоноге великого розміру близько 10 см, яке характеризується плоскими диплосегментами.
Усі види Maldybulakia відомі з прісноводних відкладень.